# Amadeo Carrizo
Amadeo Raúl Carrizo (Rufino, 1926. június 12. – 2020. március 20.) argentin labdarúgókapus.
Az argentin válogatott tagjaként részt vett az 1958-as labdarúgó-világbajnokságon.

## Sikerei, díjai
CA River Plate
- Argentin bajnokság
  - bajnok (7): 1945, 1947, 1952, 1953, 1955, 1956, 1957